# Vilimoni Botitu
Pas d'image ? Cliquez ici

a Compétitions nationales et continentales officielles uniquement.

b Matchs officiels uniquement.
Dernière mise à jour le 12 juillet.
Vilimoni Botitu, né le 15 juin 1998 à Navilawa (province de Ba, Fidji), est un joueur de rugby à XV et rugby à sept fidjien évoluant au poste de centre. Il évolue avec le Castres olympique en Top 14 depuis 2020.

## Carrière
Vilimoni Botitu suit sa formation à la Natabua High School à Lautoka où il joue au rugby à XV avec les équipes des moins de 15 ans jusqu'aux moins de 18 ans. Il joue ensuite avec l'équipe amateure de Nadi, avec qui il remporte la version junior de la Skipper Cup.
En 2017, il est sélectionné avec l'équipe des Fidji des moins de 20 ans pour disputer le trophée mondial des moins de 20 ans. Il dispute alors trois rencontres, dont une titularisation, et inscrit un essai.
À nouveau sélectionné l'année suivante pour participer à l'édition 2018, il participe alors à la victoire de son équipe en marquant quatre essais en quatre matchs, dont un doublé lors de la finale contre les Samoa,. Grâce à ses performances, il est nommé meilleur joueur de la compétition,.
Il joue avec les Fiji Warriors (Fidji A) en mars 2018, disputant le Pacific Challenge. Il ne joue qu'une seule rencontre de la compétition, contre les Tonga A.
Remarqué grâce à ses performances avec les moins de 20 ans, il est repéré par le sélectionneur de l'équipe des Fidji de rugby à sept, Gareth Baber (en), qui le recrute pour disputer la saison 2018-2019 des World Rugby Sevens Series. Il fait ses débuts avec la sélection fidjienne lors du tournoi de Dubaï en novembre 2018, et marque un doublé dès son premier match contre la France,. Cette première saison est couronnée de succès d'un point de vue collectif, puisque son équipe remporte le World Rugby Sevens Series, après avoir remporté cinq tournois sur dix. Malgré la découverte des spécificités du rugby à sept, il s'impose comme un cadre de la sélection fidjienne en jouant les dix tournois de la saison, et en marquant 202 points (dont 26 essais),. Il est également élu « impact player » de la saison de la cérémonie des récompenses en fin de saison,,. De plus, il fait partie de l'équipe type de la saison, aux côtés de ses coéquipiers Meli Derenalagi, Aminiasi Tuimaba et Jerry Tuwai. Botitu est alors considéré comme un des joueurs de rugby les plus prometteur du moment. 
La saison suivante, il repart sur les mêmes bases, en étant nommé régulièrement dans les équipes types de tournois,. Cependant la saison est interrompue en mars 2020 à cause de la pandémie de Covid-19, et la fin de saison est annulée.
En mai 2020, il signe un contrat de deux saisons avec le Castres olympique évoluant en Top 14,. Il fait sa première apparition sur une feuille de match le 31 octobre 2020 contre le Racing 92, mais n'entre pas en jeu. Il joue finalement son premier match avec sa nouvelle équipe le 27 novembre 2020, à l'occasion de la réception de Clermont Auvergne en championnat de France. Il joue finalement un total de seize matchs lors de sa première saison, et prolonge son contrat pour une saison supplémentaire.
À l'intersaison 2021, il fait son retour avec la sélection fidjienne à sept, et il est retenu dans le groupe de douze joueurs appelé pour disputer les Jeux olympiques à Tokyo,. Il remporte la médaille d'or, après avoir battu l'équipe de Nouvelle-Zélande en finale, marquant à cette occasion un essai sur un exploit individuel.
Lors de sa deuxième saison à Castres, il s'impose comme un titulaire indiscutable au centre de l'attaque tarnaise, et participe au bon parcours du club qui termine à la première place de la saison régulière,. Il voit alors son contrat prolongé une fois de plus, cette fois pour deux saisons de plus, portant son engagement jusqu'en 2025.
Grâce à ses bonnes performances en club, il est sélectionné pour la première fois avec l'équipe des Fidji de rugby à XV pour disputer la tournée d'automne en Europe. Il connaît sa première sélection le 6 novembre 2021 contre l'Espagne à Madrid. Il joue ensuite deux autres matchs lors de la tournée.
Avec Castres, il est vice-champion de Top 14 au terme de sa deuxième saison, et inscrit un essai lors de la finale perdue par son équipe face à Montpellier.
Le 7 septembre 2023, à la suite du forfait de l'ouvreur titulaire Caleb Muntz, il est appelé par le sélectionneur des Fidji pour participer à la Coupe du monde 2023.

## Palmarès

### En rugby à sept
- Vainqueur des World Rugby Sevens Series en 2019.
- Médaille d'or aux Jeux olympiques de Tokyo en 2021.

### En rugby à XV
- Vainqueur du Trophée mondial des moins de 20 ans en 2018 avec les Fidji
- Vainqueur du Pacific Challenge en 2018 avec les Fiji Warriors.

- Finaliste du Top 14 en 2022 avec le Castres olympique.